# Ismail El Aoud
Ismail El Aoud (en arabe : إسماعيل العود), né le 1er juillet 2009 à Saragosse, est un footballeur marocain qui joue au poste de milieu de terrain au Valencia CF.

## Biographie

### Carrière en club
Ismail El Aoud est né à Saragosse en Espagne, où il commence à jouer au football, avant de rejoindre le SD Huesca en 2023,, puis le Valencia CF en 2024,,,, où il s'illustre en équipes de jeunes,.

### Carrière en sélection
Ismail El Aoud est international marocain junior dès les moins de 15 ans en 2023,,.
En mars 2025 il est convoqué avec l'équipe du Maroc des moins de 17 ans pour participer au Coupe d'Afrique des nations des moins de 17 ans qui a lieu en mars puis avril à domicile,, alors qu'il s'est déjà mis en lumière lors de la préparation à la compétition.
El Aoud s'impose au poste de milieu de terrain au fur et à mesure de la compétition,, surtout après s'être illustré en quart de finale contre l'Afrique du Sud, ouvrant le score puis offrant une passe décisive à Ziyad Baha,.
Avec le Maroc, il atteint la finale de la compétition après sa victoire aux tirs au but face à la Côte d'Ivoire (0-0 dans le temps réglementaire),,. Après un autre match nul et vierge (victoire 4-2 aux tirs au but) face au Mali, les marocains remportent le premier titre de leur histoire dans la compétition,.

## Palmarès

### En sélection
- Maroc -17 ans
  - Coupe d'Afrique des nations
    -  Vainqueur en 2025

  - Championnat d'Afrique du Nord
    -  Médaille de bronze en 2024